# Acropora aculeus
Acropora aculeus is een rifkoralensoort uit de familie van de Acroporidae. De wetenschappelijke naam van de soort is voor het eerst geldig gepubliceerd in 1846 door Dana. De soort komt voor in de zuidwestelijke, noordelijke en oostelijke delen van de Indische Oceaan, in de zeeën bij Indonesië, Australië, Zuidoost-Azië en Japan en in de Oost-Chinese Zee en het westelijke deel van de Grote Oceaan. De soort staat op de Rode Lijst van de IUCN geklasseerd als 'kwetsbaar'.